# コレトン郡 (サウスカロライナ州)
コレトン郡（英: Colleton County）は、アメリカ合衆国サウスカロライナ州の南部に位置する郡である。2010年国勢調査での人口は38,892人であり、2000年の38,264人から1.6%増加した。郡庁所在地はウォルターボロ市（人口5,398人）であり、同郡で人口最大の都市でもある。郡名はカロライナ植民地の領主8人のうちの1人、初代准男爵ジョン・コレトンに因んで名付けられた。
コレトン郡内の人口分布としては、ウォルターボロ市周辺に約1万人が集まっているが、75%は田園部に居住している。

## 歴史
コレトン郡は1682年に最初の領主郡3郡の1つとして設立され、新しいサウスカロライナ植民地南西海岸部にあり、コンバヒー川に接していた。1706年、新しくセントバーソロミューとセントポールの2パリッシュに分割された。1734年、セントポール・パリッシュの海岸部大半が分離してセントジョンズ・コレトン・パリッシュが設立された。1769年、この3つのパリッシュがチャールストン司法地区に吸収され、その南西部はセントバーソロミューと呼ばれていた。
1800年、チャールストン地区西半分から新しくコレトン地区が設立された。1816年にはチャールストン地区北西部の小部分を併合した。
1868年、改訂された州憲法の下に、サウスカロライナ州の地区が郡となり、郡の役人はそれ以前のように州政府の役人が選ぶのではなく、郡民有権者によって選ばれるようになった。
1897年、郡北東部が分離してドーチェスター郡が作られ、郡庁所在地はセントジョージに置かれた。1911年、エディスト川の東にあった部分がチャールストン郡に併合された。1919年と1920年、北西部の小さな部分がバンバーグ郡に併合され、コレトン郡の現在の領域ができた。

## 地理
アメリカ合衆国国勢調査局に拠れば、郡域全面積は1,133平方マイル (2,934.5 km2)であり、このうち陸地1,056平方マイル (2,735.0 km2)、水域は77平方マイル (199.4 km2)で水域率は6.78%である。

### 隣接する郡
- オレンジバーグ郡 - 北
- ドーチェスター郡 - 北東
- チャールストン郡 - 東
- ビューフォート郡 - 南
- ハンプトン郡 - 西
- アレンデール郡 - 西
- バンバーグ郡 - 北西

### 国立保護地域
- アーネスト・F・ホリングス・ACE盆地国立野生生物保護区（部分）

### 州立保護地域
- コレトン州立公園

## 人口動態
以下は2000年国勢調査による人口統計データである。
| 基礎データ - 人口: 38,264人 - 世帯数: 14,470 世帯 - 家族数: 10,490 家族 - 人口密度: 14人/km2（36人/mi2） - 住居数: 18,129軒 - 住居密度: 7軒/km2（17軒/mi2） 人種別人口構成 - 白人: 55.52% - アフリカン・アメリカン: 42.18% - ネイティブ・アメリカン: 0.63% - アジア人: 0.25% - 太平洋諸島系: 0.04% - その他の人種: 0.56% - 混血: 0.82% - ヒスパニック・ラテン系: 1.44% 年齢別人口構成 - 18歳未満: 27.5% - 18-24歳: 8.0% - 25-44歳: 26.9% - 45-64歳: 24.7% - 65歳以上: 12.9% - 年齢の中央値: 36歳 - 性比（女性100人あたり男性の人口） - 総人口: 91.9 - 18歳以上: 87.9 | 世帯と家族（対世帯数） - 18歳未満の子供がいる: 33.1% - 結婚・同居している夫婦: 51.1% - 未婚・離婚・死別女性が世帯主: 16.8% - 非家族世帯: 27.5% - 単身世帯: 24.0% - 65歳以上の老人1人暮らし: 10.1% - 平均構成人数 - 世帯: 2.62人 - 家族: 3.11人 収入と家計 - 収入の中央値 - 世帯: 29,733米ドル - 家族: 34,169米ドル - 性別 - 男性: 28,518米ドル - 女性: 19,228米ドル - 人口1人あたり収入: 14,831米ドル - 貧困線以下 - 対人口: 21.1% - 対家族数: 17.3% - 18歳未満: 28.7% - 65歳以上: 19.1% |

## 都市と町
- ウォルターボロ - 郡庁所在地
- コテージビル
- エディストビーチ
- グリーンポンド
- ロッジ
- ラウンドO
- ラフィン
- スモークス
- ウィリアムズ
- ジャクソンボロ